# George W. Housner
George William Housner (* 9. Dezember 1910 in Saginaw, Michigan; † 10. November 2008 in Pasadena (Kalifornien)) war ein US-amerikanischer Bauingenieur. Er galt als Experte für Erdbeben-sicheres Bauen und war Professor am Caltech.
Housner studierte Bauingenieurwesen an der University of Michigan (Bachelor-Abschluss), unter anderem bei Stephen P. Timoshenko, und am Caltech, an dem er 1934 seinen Master-Abschluss erhielt. Danach arbeitete er fünf Jahre als Bauingenieur, bevor er zum Caltech zurückkehrte und 1941 bei Romeo Martel promoviert wurde (An investigation of the effect of earthquakes on buildings). 1945 bis zu seiner Emeritierung 1981 war er Professor am Caltech (ab 1974 als Braun Professor of Engineering).
Housner beriet beim Bau einiger der frühesten Wolkenkratzer in Los Angeles und noch 1986 bei der Metro Rail.
1972 wurde er Mitglied der National Academy of Sciences und er war Fellow der National Academy of Engineering. 1974 erhielt er die Von-Karman-Medaille, 1982 die Nathan M. Newmark Medal und 1988 die National Medal of Science. 1991 wurde Housner in die American Academy of Arts and Sciences gewählt.
Das Earthquake Engineering Research Institute vergibt ihm zu Ehren die Housner Medal.

## Schriften
- mit Donald E. Hudson: Applied Mechanics, 2 Bände, Van Nostrand 1949, 1950